# Benzimidazole
Benzimidazole là một hợp chất hữu cơ thơm dị vòng. Hợp chất bicyclic này bao gồm phản ứng tổng hợp benzen và imidazole. Nó là một chất rắn không màu.

## Chuẩn bị
Benzimidazole được sản xuất bằng cách ngưng tụ o-phenylenediamine với axit formic, hoặc trimethyl orthoformate tương đương:
C6H4(NH2)2 + HC(OCH3)3 → C6H4N(NH)CH + 3CH3OH
Dẫn xuất 2 thay thế thu được khi ngưng tụ được thực hiện với aldehyd thay cho axit formic, sau đó là quá trình oxy hóa. Phương pháp này đủ khả năng thay thế hai loại thuốc benzimidazole.

## Phản ứng
Benzimidazole là một base:
C6H4N(NH)CH + H + → [C6H4(NH)2CH] +
Nó cũng có thể bị hủy kích hoạt với các base mạnh hơn:
C6H4N(NH)CH + LiH → Li[C6H4N2CH] + H2
Imine có thể được kiềm hóa và cũng là một phối tử trong hóa học phối hợp. Phức hợp benzimidazole nổi bật nhất có N -ribosyl-dimethylbenzimidazole được tìm thấy trong vitamin B12.
Các muối N, N ' -Dialkylbenzimidazolium là tiền chất của một số carbenes N- heterocyclic.

## Các ứng dụng
Benzimidazoles thường có hoạt tính sinh học. Nhiều loại thuốc chống giun (albendazole, mebendazole, triclabendazole, v.v.) thuộc nhóm hợp chất benzimidazole. Thuốc diệt nấm Benzimidazole được thương mại hóa. Chúng hoạt động bằng cách liên kết với các vi ống nấm và ngăn chặn sự phát triển của sợi nấm. Nó cũng liên kết với các vi ống trục chính và ngăn chặn sự phân chia hạt nhân. 

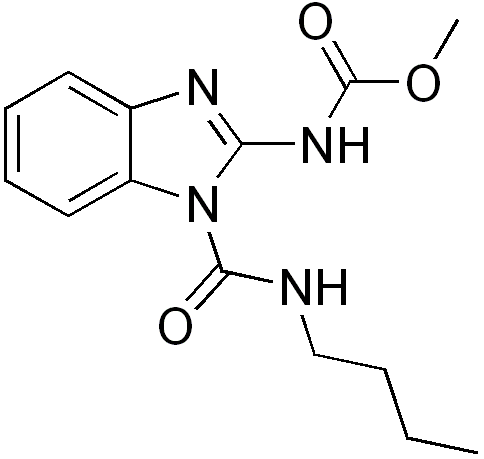
Benomyl (Benlate) là một loại thuốc diệt nấm có lõi benzimidazole

Các loại dược phẩm khác có chứa nhóm benzimidazole bao gồm etonitazene, galeterone, mavatrep và dovitinib.
Trong sản xuất bảng mạch in, benzimidazole có thể được sử dụng như một chất bảo quản hàn hữu cơ.
Một số thuốc nhuộm có nguồn gốc từ benzimidazoles.